# Outtrigger
Outtrigger var en svensk metalgrupp från Helsingborg som består av medlemmarna John Löfgren, Simon Peyron, Timmy Andersson, Joakim Agnemyr och Adam Axelsson. Bandet slog igenom 2013 med en cover på Robin Stjernbergs låt You. Outtrigger medverkade i Melodifestivalen 2014.

## Karriär
Bandet grundades av Timmy Andersson och Simon Peyron 2009. Peyron och Andersson var klasskamrater och bestämde sig för att starta ett nytt metalband, övriga medlemmar anslöt sig successivt fram till 2010. Bandet började sin karriär på livescenen i Helsingborg för att etablera sig som ett metalband i Skåne. År 2012 kom Outtrigger på andra plats i musiktävlingen Rockkarusellen och året därefter kom bandet på andra plats i Skånes största musiktävling, Popkorn. 
Genombrottet kom när bandet gjorde en metalcover på Robin Stjernbergs "You" dagen efter det att låten hade vunnit Melodifestivalen 2013. Den 28 november 2013 meddelades att bandet skulle tävla i den tredje deltävlingen i Göteborg i Scandinavium den 15 februari under Melodifestivalen 2014. Bandet gick med låten "Echo" vidare till Andra chansen, men gick inte vidare till final.
År 2018 meddelade gitarristen Adam Axelsson officiellt att bandet inte längre är aktivt. 

## Medlemmar
Nuvarande medlemmar
- John Löfgren – trummor
- Simon Peyron – sång (tidigare även gitarr)
- Joakim Agnemyr – basgitarr
- Adam Axelsson – gitarr
- Timmy Andersson – gitarr

Tidigare medlemmar
- Oliver Buvac – basgitarr sång
- Niklas Åkesson – sång

## Diskografi
Studioalbum
- 2014 – The Last of Us

EP
- 2010 – Untestified Revolution
- 2014 – Echo

Singlar
- "Awaken Me" (2013)[8]
- "You" (2013)
- "Blame on You" (2014)
- "Echo" (2014)[9]
- "Superman is Dead" (2014)